# Rudnik (okres Ratiboř)
Rudnik, německy Rudnick, je obec, sídlo gminy Rudnik v okrese Ratiboř ve Slezském vojvodství v Ratibořské kotlině v jižním Polsku.

## Historie
Obec je poprvé písemně zmíněna v roce 1295 v souvislosti se stavbou dřevěného kostela. Na jeho místě byly později postaveny nejméně dva další dřevěné kostely a v roce 1892 byl postaven novogotický zděný kostel svaté Kateřiny. Název Rudnik pravděpodobně pochází z rudných dolů existujících zde ve středověku nebo z červené barvy obdělávaných pozemků. Za nacistického režimu v letech 1936-1945 se město nazývalo Herrenkirch. Ve vesnici byl postaven zámek Rudnik, palácový park a hospodářské budovy (dnes jsou to vše ruiny). Ve vesnici se také nachází kaple a několik domů z 19. století.

## Další informace
V roce 2011 žilo v Rudniku 944 osob s trvalým pobytem.

## Galerie

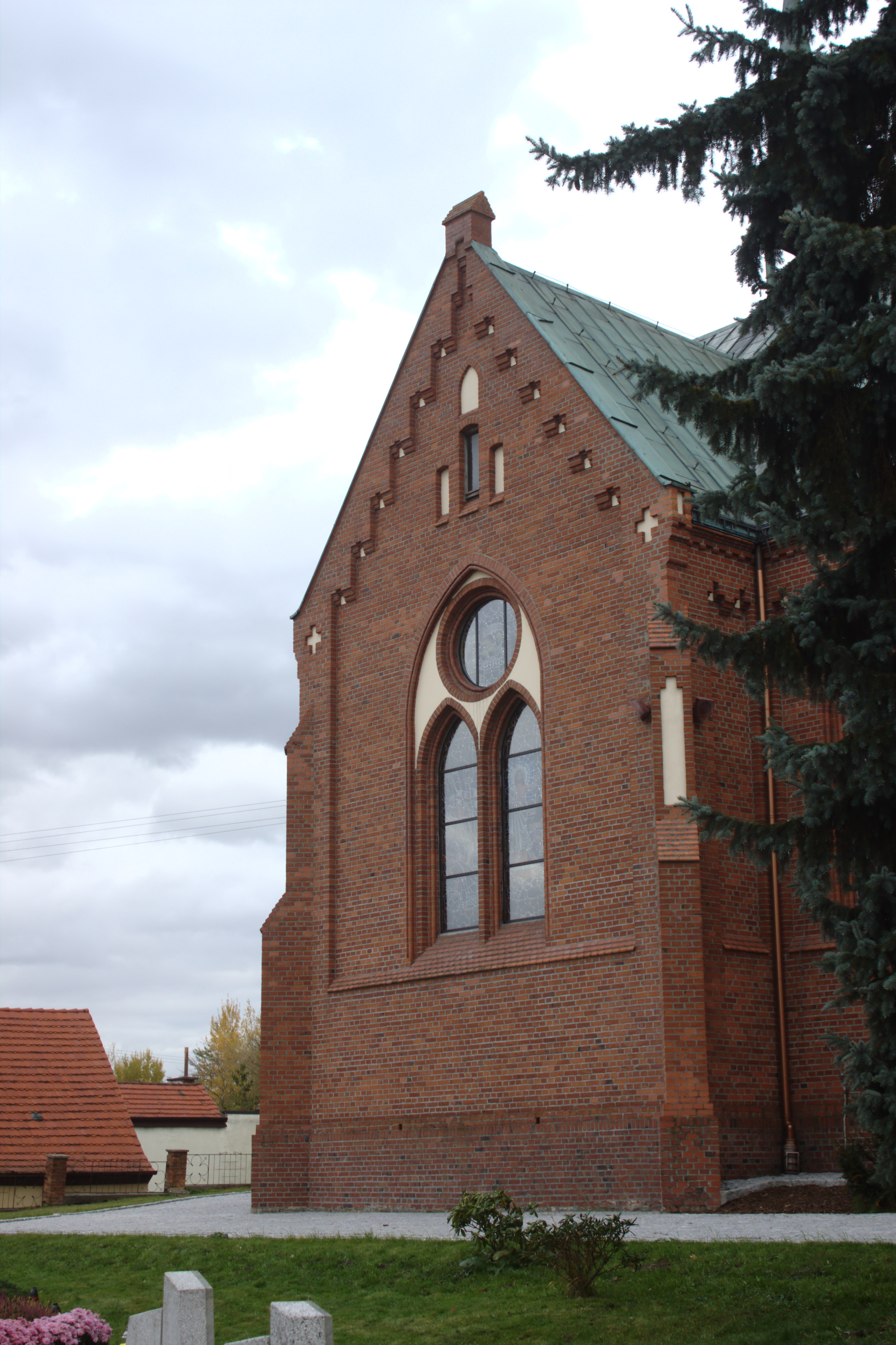
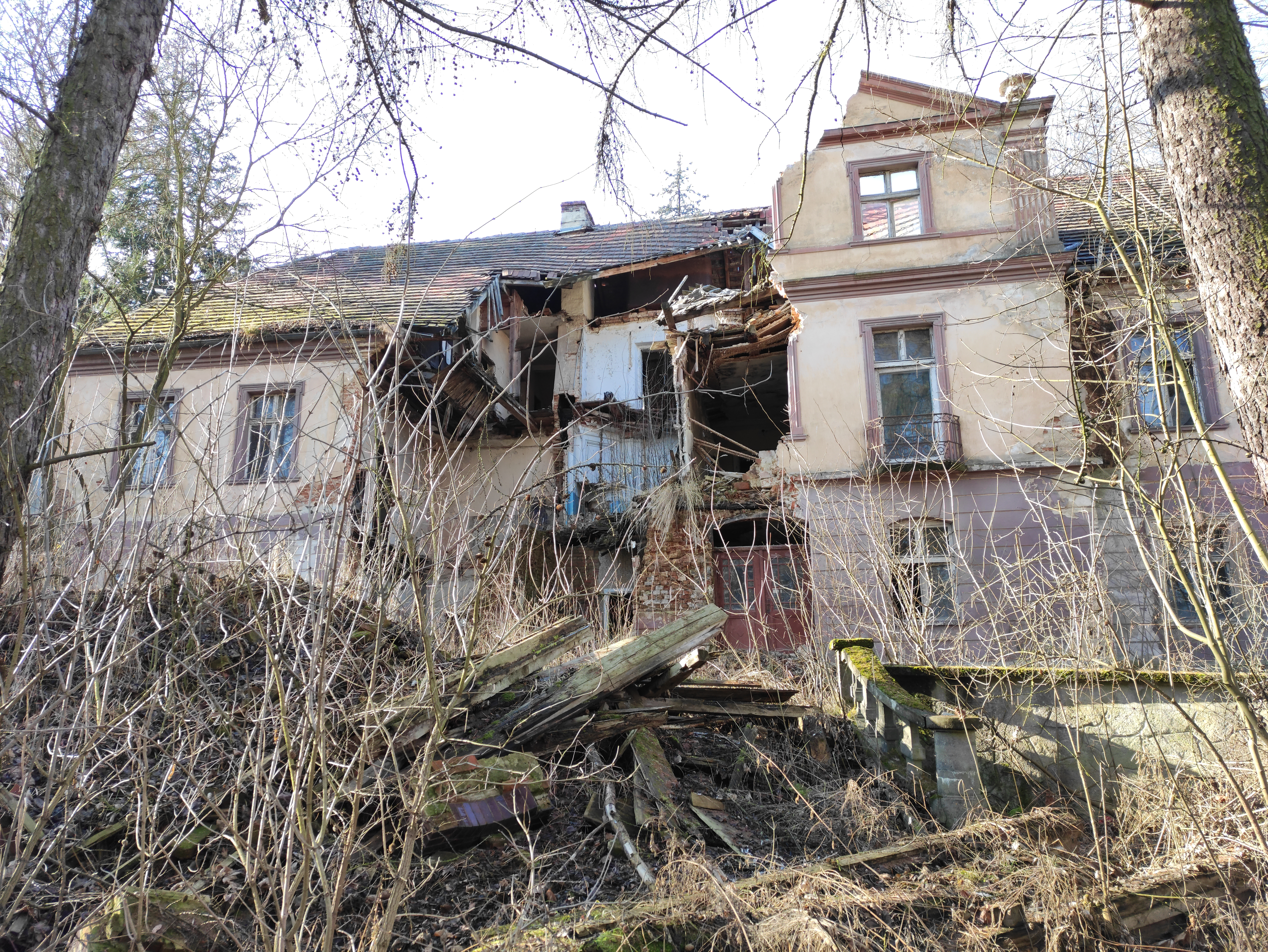
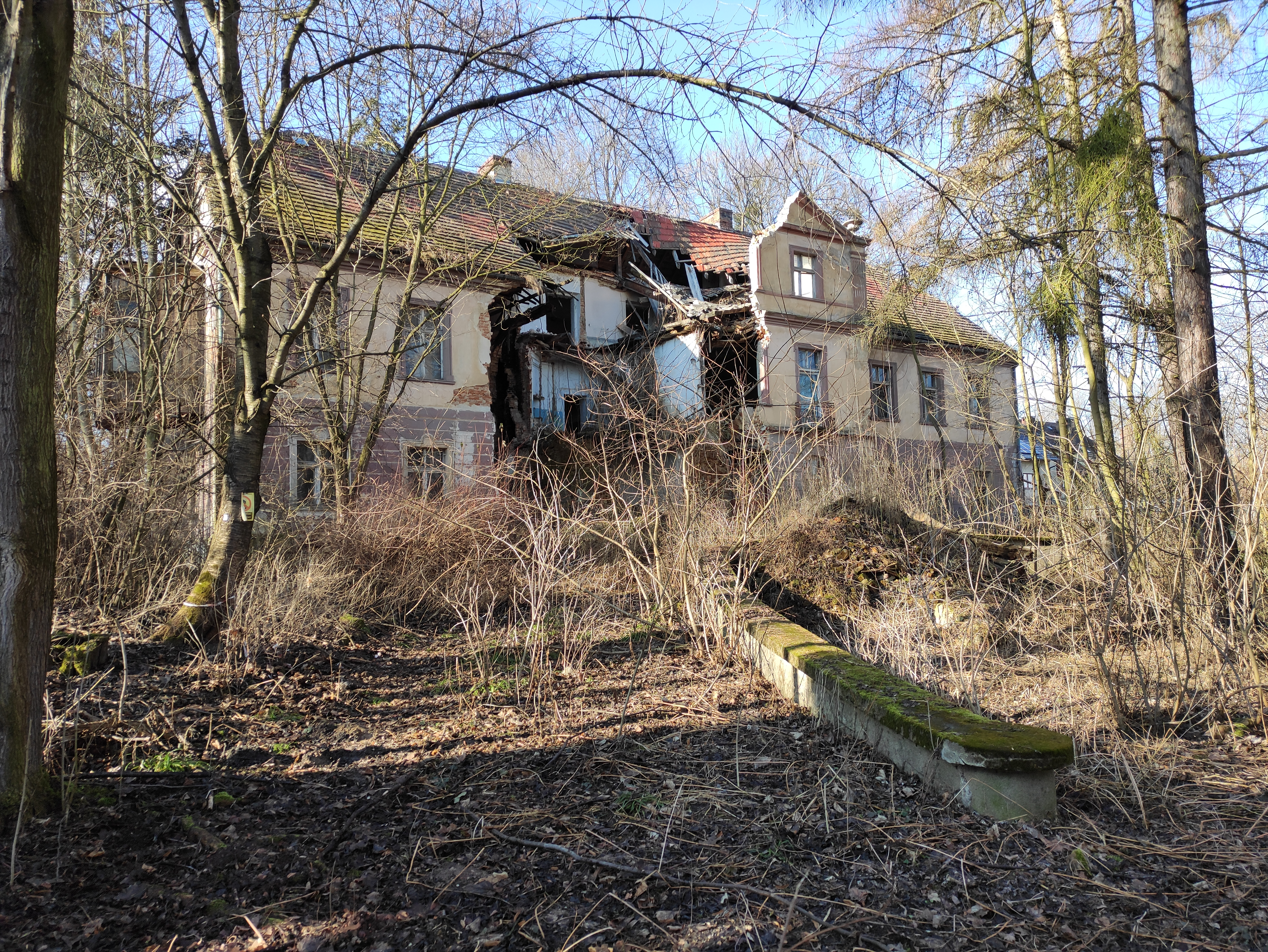
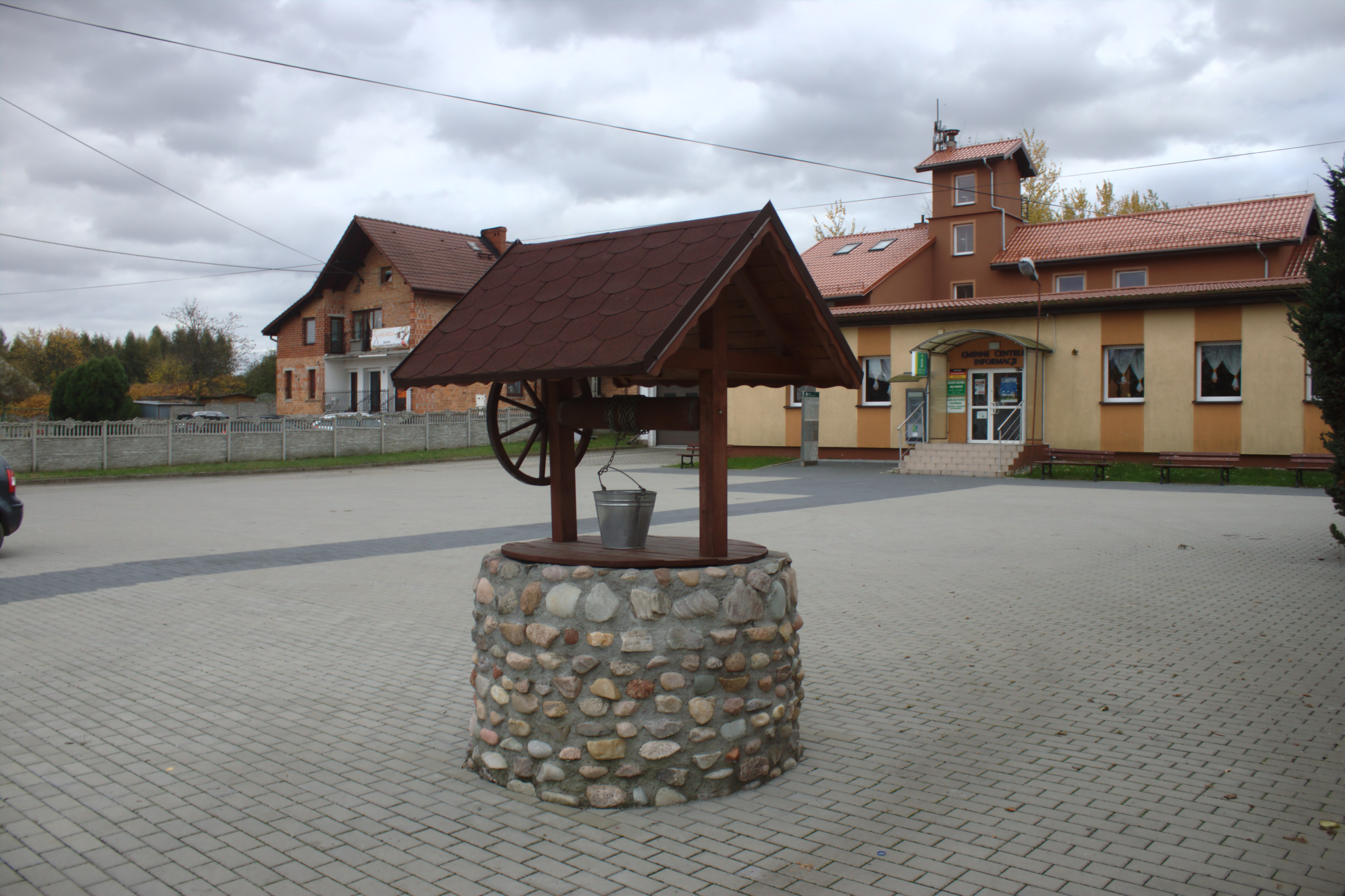